# Hyperbaton
Een hyperbaton is in de letterkunde een stijlfiguur, waarbij twee samenhangende woorden of woordgroepen in een zin uit elkaar worden gezet.
Dit stijlfiguur kan enkel voorkomen in talen waarbij de woorden vervoegd of verbogen worden, de zogenaamde inflexies die een flexiesysteem vormen. Latijn en de daarvan afgeleide talen zijn rijk aan inflexies. Een hyperbaton is dus een woordwijziging of een spreiding van woorden en woordgroepen die bij elkaar horen. Het woord is afgeleid van het Grieks bijvoeglijk naamwoord ὑπερβατός (“overstap”), dat van het Grieks werkwoord ὑπερβαίνειν (“buitengaan, verplaatsen, overstappen”) komt. Hiermee wordt waarschijnlijk op het buiten gaan van de gebruikelijke woordvolgorde gedoeld. 
- In het diepst van het woud
- 't Was al herfst en erg koud -
Liep een heer in zijn eentje te dwalen.[1]
- ‘Hem kwam ik tegen, zijn leraar, én zijn vader.’
Het onderwerp wordt hier afzonderlijk benoemd, om spanning op te roepen door een gedachte even achter te houden. Het heeft hetzelfde effect als een tussenzin.

In de Griekse en Latijnse taal wordt met een hyperbaton meestal het uit elkaar plaatsen van een zelfstandig naamwoord en een bijbehorend bijvoeglijk naamwoord bedoeld. Dit komt veelvuldig voor in bijvoorbeeld de werken van Homerus, Vergilius en Ovidius. Een dergelijk hyperbaton kan echter moeilijk bewaard blijven in de vertaling.
- Brevis a natura nobis vita data est.[2] 
Een kort door de natuur aan ons leven geschonken is. (letterlijk)
Een kort leven werd ons door de natuur gegeven.  (vloeiende vertaling)
Kort is het ons door de natuur gegeven leven. (vertaling met behoud van het hyperbaton)